# 2-ро средно училище „Академик Емилиян Станев“
2-ро средно училище „Академик Емилиян Станев“ е средно общообразователно училище в гр. София с адрес ул. „Ген. Суворов“ № 36. Патрон на училището е българският писател акад. Емилиян Станев.

## История
Училището е създадено през учебната 1974/1975 като Второ ЕСПУ, а на 11 май 1975 г. получава името „Боянският майстор“. Ръководството и педагогическият колектив на училището си поставят нелеката задача, в новата добре оборудвана сграда, да се постигат високи резултати в учебно-възпитателния процес. „Боянският майстор" става символът на един храм на просветата – от първи клас до колежа/ университета.
През 1978/79 г. училището е базово към ЦИУУРК на СУ „Св. Кл. Охридски“. От 25 юни 1979 г. негов патрон е академик Емилиян Станев и се именува 2. средно общообразователно училище „Акад. Емилиян Станев“.
От 1980 г. по идея на МНП, и със съдействието на БАН, академик Благовест Сендов започва 10-годишен експеримент по проблемите на образованието, в който се включва и 2. СОУ „Акад. Емилиян Станев“. Училището е асоцииран член към глобалната училищна мрежа на училищата към ЮНЕСКО.
От 2012/2013 г. 2. СОУ е член на „Асоциацията на Кеймбридж училищата в България“, а от 2013/2014 г. става базово училище на СУ „Св. Климент Охридски“.
С влизането в сила на Закона за предучилищното и училищното образование, считано от 1 август 2016 г., 2. Средно общообразователно училище „Акад. Емилиян Станев“ продължава дейността си като 2. средно училище „Акад. Емилиян Станев“.

## Директори
- 1974 – 1976 – Иван Колев
- 1976 – 1983 – Васил Петров
- 1983 – 1998 – Лиляна Георгиева
- 1998 – 2006 – Ваня Кастрева-Монова
- 2006 – 2007 – и.д. Аксиния Борисова
- 2007 – 2010 – Кристина Габровска
- 2010 – 2012 – и.д. Цая Йолова
- 2012 – 2018 – д-р Елеонора Лилова
- 2018 – 2022 – и.д. Лилия Торньова
- 2022 – д-р Елеонора Лилова

## Съвременно състояние
Училището е член на Асоциацията на Кеймбридж училищата и базово училище на СУ „Св. Климент Охридски“.
Профили: „Чуждоезиков“ с допълнителна квалификация "Екскурзоводство на български/английски/немски и испански език; „Хуманитарен“ с допълнителни часове по Журналистика и „Технологичен – предприемачество и бизнес“. Изучаваните езици са английски, немски, испански и руски.
Девизи: „Като Второ няма второ“ и „Учим се днес, за да успеем утре“.